# Chiosi di Porta Cremonese

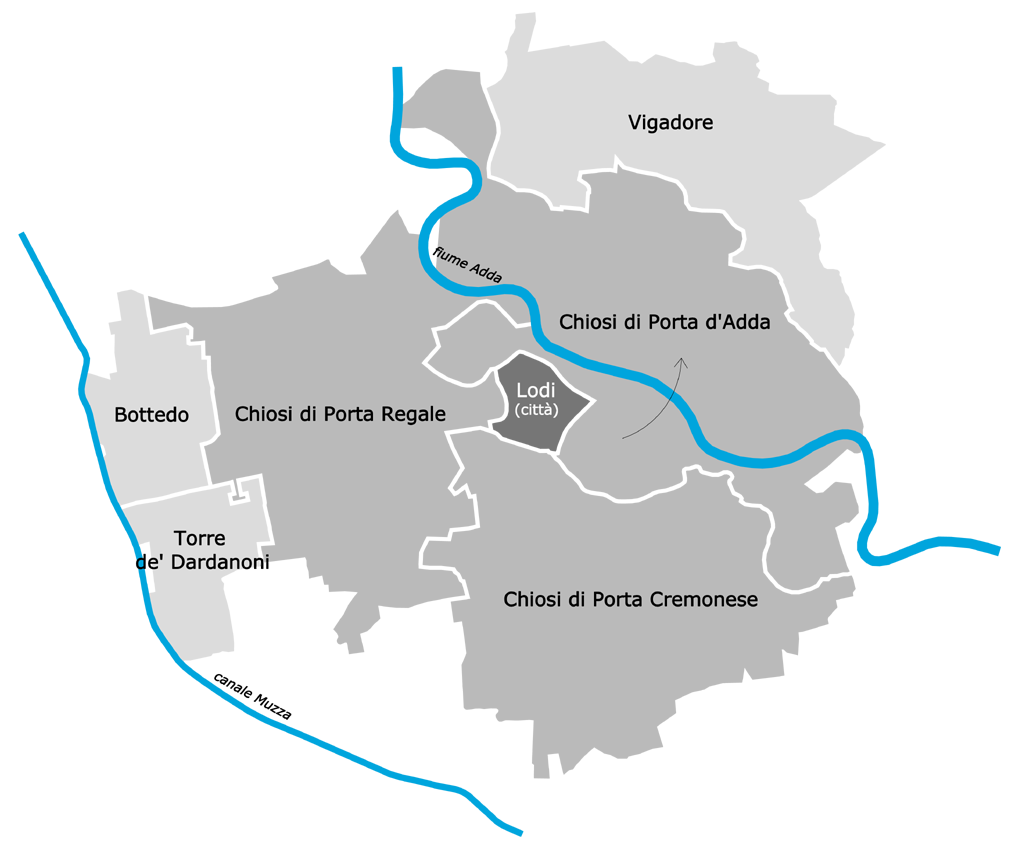
Mappa dei tre chiosi di Lodi e dei tre comuni attualmente compresi nel territorio cittadino

I Chiosi di Porta Cremonese erano uno dei tre comuni, detti chiosi, in cui era diviso il suburbio della città di Lodi.
Il termine Chiosi, di origine dialettale, indicava in passato le terre agricole circostanti la città di Lodi, analogamente ai più noti "Corpi Santi" intorno a Milano. Gli altri due Chiosi erano quelli di Porta d'Adda e Porta Regale.
I Chiosi di Porta Cremonese si estendevano a sud e sud-ovest della città, lungo le strade per Cremona, Piacenza e San Colombano. Erano composti di terre agricole, note per la loro fertilità, e molti cascinali raccolti sotto la parrocchia di San Bernardo, ancor oggi esistente. All'Unità d'Italia (1861) il comune contava 1 783 abitanti.
Nel 1873 i Chiosi di Porta Cremonese furono uniti ai Chiosi di Porta Regale e al comune di Bottedo, formando il nuovo comune di Chiosi Uniti con Bottedo. Il nuovo comune esistette per meno di quattro anni, venendo aggregato alla città di Lodi nel 1877.
I tre chiosi rimasero tuttavia come suddivisioni amministrative informali della città di Lodi fino agli anni settanta del XX secolo.

## Galleria d'immagini

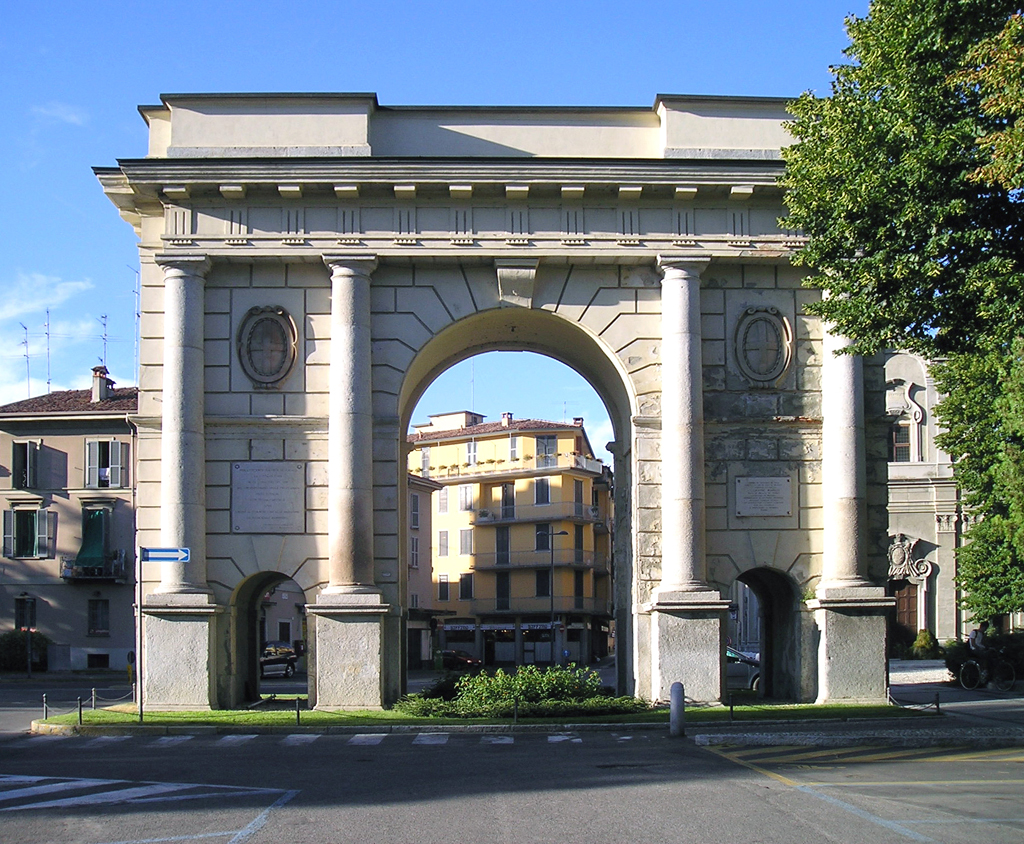
Porta Cremona
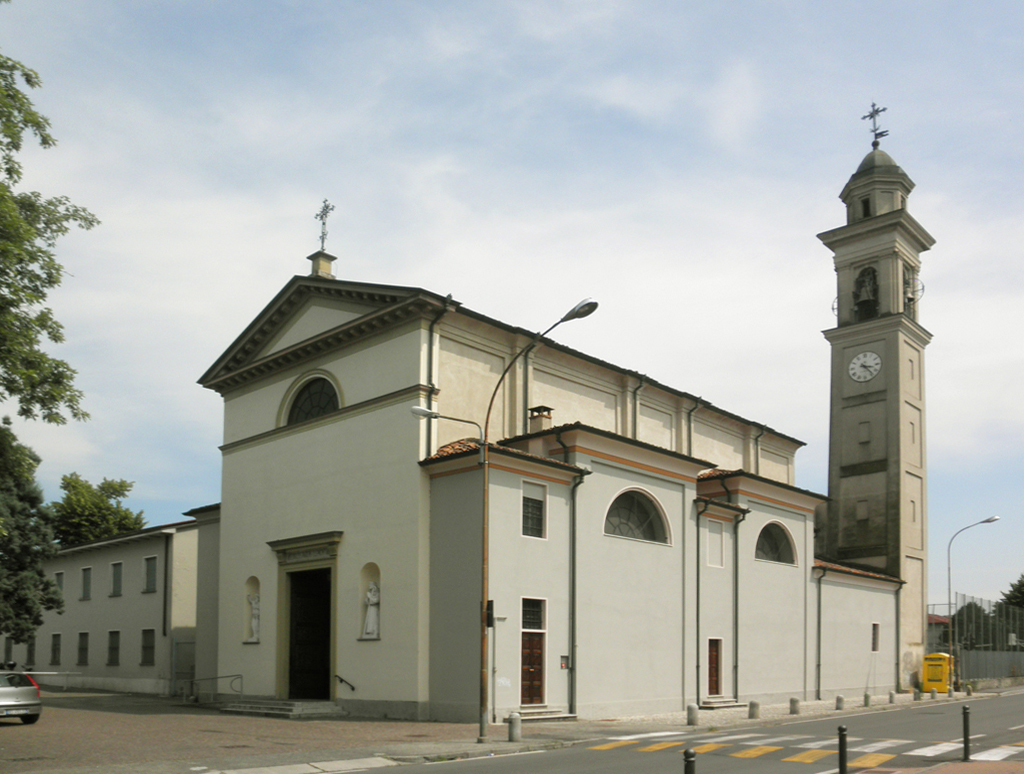
La chiesa di Santa Maria della Clemenza e San Bernardo
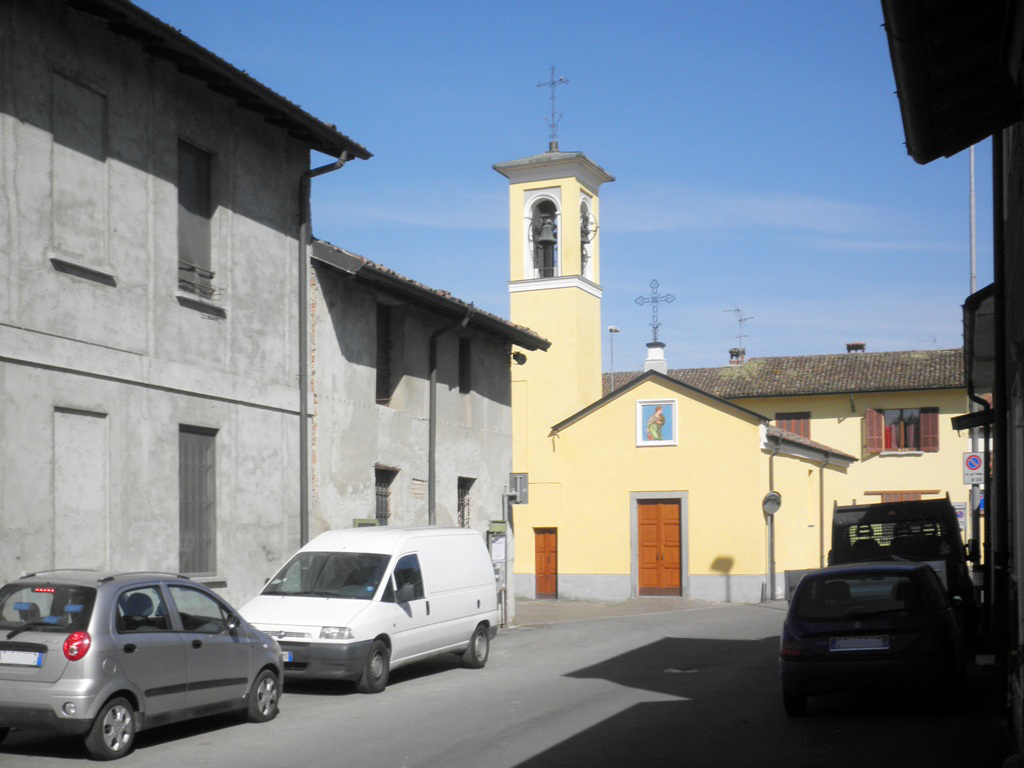
La località Olmo